# 分手服務
《分手服務》，為泰國GMM 25與True Visions Now於2025年3月31日起播出的愛情喜劇，改編自網絡漫畫《Break-Up Service บริษัทรับจ้างทำลายรัก》。由鐘朋·阿盧迪吉朋（Off）及Jorin Khumpiraphan（Jorin）主演。
此劇由GMMTV製作，並在2024年4月GMMTV的「UP&ABOVE」Part 2新戲發佈會上公開先導預告片。
其後，此劇於2025年3月在GMM 25電視台及True Visions Now首播，同年6月終映。

## 演員陣容
註：括號內的演員及角色姓名為小名。

### 主要人物
- 鐘朋·阿盧迪吉朋（Off）飾演 Pakorn Pasupakorn（Boss）
- Jorin Khumpiraphan（英语：4Eve）（Jorin）飾演 Jinsiree Sriwiangchuen（Jued）

### 其他人物
- 塔察宮·文拉亞南（英语：Tachakorn Boonlupyanun）（Godji）飾演 Nutthaphon（Nut）
- 鄭壹飛（Foei）飾演 T
- 塔納克里特·帕尼奇維特（Wan）飾演 Chan
- 林陽（Tay）飾演 Oat
- Nipaporn Thititanakarn（Zani）飾演 Kesorn
- 余晶晶（JingJing）飾演 Rose

## 劇集原聲帶
| 曲序 | 曲目                  | 演唱                                        | 备注  | 时长 |
| ---- | --------------------- | ------------------------------------------- | ----- | ---- |
| 1.   | ปัญหาระดับชาติ（SO FLY） | 吉迪朋·瑟利維查亞薩瓦 Feat. 鐘朋·阿盧迪吉朋 | [ 5 ] | 3:15 |

## 外部連結
- GMM25 官方網站（泰文）
- GMMTV 官方網站（泰文）
- 《分手服務》的X（前Twitter）
- YouTube上的《分手服務》播放列表
- MyDramaList 劇集介紹及劇評（英文）
- 豆瓣电影上《分手服務》的資料 （简体中文）